# José de Recasens Tuset
José de Recasens Tuset (Tarragona, 1915 - Bogotá, 1990) fue arquitecto y antropólogo colombiano de origen español, uno de los precursores de la carrera de Comunicación Social en Colombia. Hizo parte del grupo de los "Telemaestros" para los programas educativos y lecciones televisadas que complementaban las cartillas de alfabetización diseñadas por la Universidad Nacional de Colombia y la Universidad Pedagógica Nacional (Colombia).
Es recordado por ser el fundador de la facultad de Comunicación Social-Periodismo de la Universidad Externado de Colombia a su vez fue uno de los fundadores de la facultad de Filosofía de la Universidad Nacional y profesor de la facultad de Arquitectura para la misma universidad. Su visión innovadora, su apasionada manera de enseñar y su gran inclinación por la comunicación marcaron un antes y un después en esta disciplina. 

## Biografía
Nacido en Tarragona, España, José de Recasens se radicó en Colombia desde 1939 debido a que llegó exiliado a causa de la Guerra Civil Española, tras haber completado sus estudios de Arquitectura y Antropología en París, Francia. Se casó con María Rosa Mallol, hija de su profesor de pintura.  Gracias a sus estudios se desempeñó como profesor de la Universidad Nacional en las facultades de Arquitectura y Antropología, también hizo parte del grupo de fundadores de la facultad de filosofía de la misma universidad. De igual manera trabajó en las Universidades Javeriana, los Andes y Jorge Tadeo Lozano por más de 26 años donde se desempeñó como catedrático. Por otra parte fue director del Instituto Colombiano de Antropología.
Su papel de maestro no estaba destinado solo a las aulas sino también a la Televisión, hizo parte de los "Telemaestros" en 1968 junto a Gloria Valencia de Castaño y Francisco Ordóñez, era el profesor de aritmética de este programa, el cual estaba diseñado para complementar las cartillas de alfabetización y matemáticas. Esta serie de lecciones eran transmitidas en la franja horaria nocturna de 7:00 a 8:00 pm de lunes a viernes por el Canal 11 ahora conocido como Señal Colombia.
Un punto crucial en su vida y el motivo principal por el que es recordado es la fundación de la facultad de Comunicación Social-Periodismo de la Universidad Externado, de la cual fue decano desde el año 1976 hasta 1990. En este cargo y como uno de los pioneros de los estudios de Comunicación en Colombia buscó dar enfoques más periodísticos, empresariales y humanistas. Fue un maestro que nunca dudo en hablar y pensar en el futuro, asimismo como realizar cambios pertinentes en pro de los estudios de comunicación. 
Su impacto y legado es tan grande que a su nombre se creó una cátedra en la Universidad del Externado en el año 2010. La cátedra José de Recasens tiene por fin integrar, homenajear la docencia, integridad e investigación del maestro. 

## Premios José de Recasens
Estos premios están organizados por la Facultad de Comunicación-Periodismo de la Universidad Externado, con ellos se hace un homenaje a la figura e investigación del maestro Recasens. De igual manera con ellos se reconoce el esfuerzo y creatividad de aquellos de estudiantes del programa de Comunicación Social en la elaboración de trabajos periodísticos y de comunicación.
Este evento anual tendrá lugar desde el 28 al 30 de octubre e incluye diversas categorías como periodismo escrito, producción audiovisual y producción sonora.